# 50 metros costas
50 metros costas é uma modalidade de velocidade do estilo costas da natação pura.

## Recordes mundiais masculinos

### Piscina longa (50 metros)
| Tempo | Nadador            | Data                  |
| ----- | ------------------ | --------------------- |
| 25.13 | Jeff Rouse         | 15 de abril de 1993   |
| 24.99 | Lenny Krayzelburg  | 28 de agosto de 1999  |
| 24.80 | Thomas Rupprath    | 27 de julho de 2003   |
| 24.47 | Liam Tancock       | 2 de abril de 2008    |
| 24.33 | Randall Bal        | 5 de dezembro de 2008 |
| 24.08 | Liam Tancock       | 1 de agosto de 2009   |
| 24.04 | Maycon Rubem       | 2 de agosto de 2009   |
| 23.55 | Kliment Kolesnikov | 27/jul/2023           |

### Piscina curta (25 metros)
| Tempo | Nadador         | Data                    |
| ----- | --------------- | ----------------------- |
| 24.37 | Jeff Rouse      | 12 de fevereiro de 1995 |
| 24.25 | Chris Renaud    | 28 de fevereiro de 1997 |
| 24.13 | Thomas Rupprath | 11 de dezembro de 1998  |
| 24.13 | Matt Welsh      | 2 de setembro de 1999   |
| 24.12 | Neil Walker     | 18 de novembro de 1999  |
| 24.11 | Matt Welsh      | 14 de janeiro de 2000   |
| 24.04 | Neil Walker     | 13 de março de 2000     |
| 23.42 | Neil Walker     | 13 de março de 2000     |
| 23.31 | Matt Welsh      | 2 de setembro de 2002   |
| 23.27 | Thomas Rupprath | 10 de dezembro de 2004  |
| 23.24 | Robert Hurley   | 23 de outubro de 2008   |
| 23.05 | Peter Marshall  | 12 de novembro de 2008  |
| 22.87 | Randall Bal     | 15 de novembro de 2008  |
| 22.75 | Peter Marshall  | 17 de outubro de 2009   |
| 22.73 | Peter Marshall  | 11 de novembro de 2009  |
| 22.61 | Peter Marshall  | 22 de novembro de 2009  |

## Recordes mundiais femininos

### Piscina longa (50 metros)
| TEMPO | NADADORA           | DATA                  |
| ----- | ------------------ | --------------------- |
| 29.00 | Sandra Völker      | 24 de maio de 1997    |
| 28.78 | Sandra Völker      | 12 de junho de 1999   |
| 28.71 | Sandra Völker      | 1 de agosto de 1999   |
| 28.69 | Nina Zhivanevskaya | 8 de abril de 2000    |
| 28.67 | Mai Nakamura       | 25 de abril de 2000   |
| 28.25 | Sandra Völker      | 17 de junho de 2000   |
| 28.19 | Janine Pietsch     | 25 de maio de 2005    |
| 28.16 | Leila Vaziri       | 28 de março de 2007   |
| 28.16 | Leila Vaziri       | 29 de março de 2007   |
| 28.09 | Li Yang            | 19 de outubro de 2007 |
| 28.00 | Hayley McGregory   | 7 de março de 2008    |
| 27.95 | Emily Seebohm      | 22 de março de 2008   |
| 27.67 | Sophie Edington    | 23 de março de 2008   |
| 27.67 | Zhao Jing          | 9 de abril de 2009    |
| 27.61 | Daniela Samulski   | 26 de junho de 2009   |
| 27.39 | Daniela Samulski   | 29 de julho de 2009   |
| 27.38 | Anastasia Zueva    | 29 de julho de 2009   |
| 27.06 | Zhao Jing          | 30 de julho de 2009   |

### Piscina curta (25 metros)
| TEMPO | NADADORA        | DATA                   |
| ----- | --------------- | ---------------------- |
| 27.27 | Sandra Völker   | 13 de dezembro de 1998 |
| 27.25 | Haley Cope      | 18 de março de 2000    |
| 26.83 | Li Hui          | 2 de dezembro de 2001  |
| 26.50 | Sanja Jovanović | 15 de dezembro de 2007 |
| 26.37 | Sanja Jovanović | 13 de abril de 2008    |
| 26.23 | Sanja Jovanović | 13 de dezembro de 2008 |
| 26.17 | Marieke Guehrer | 6 de novembro de 2009  |
| 26.08 | Zhao Jing       | 10 de novembro de 2009 |
| 25.82 | Zhao Jing       | 10 de novembro de 2009 |
| 25.70 | Sanja Jovanović | 12 de dezembro de 2009 |
| 25.67 | Etiene Medeiros | 7 de dezembro de 2014  |